# Слокум Тауншип (округ Лузерн, Пенсільванія)
Слокум Тауншип (англ. Slocum Township) — селище (англ. township) в США, в окрузі Лузерн штату Пенсільванія. Населення — 1054 особи (2020).

## Демографія
Згідно з переписом 2010 року, у селищі мешкало 1115 осіб у 449 домогосподарствах у складі 323 родин. Було 488 помешкань
Расовий склад населення:
| - 99,1 % — білих - 0,3 % — чорних або афроамериканців - 0,1 % — корінних американців - 0,1 % — азіатів |

До двох чи більше рас належало 0,4 %. Частка іспаномовних становила 0,5 % від усіх жителів.
За віковим діапазоном населення розподілялося таким чином: 19,7 % — особи молодші 18 років, 64,6 % — особи у віці 18—64 років, 15,7 % — особи у віці 65 років та старші. Медіана віку мешканця становила 44,9 року. На 100 осіб жіночої статі у селищі припадало 98,0 чоловіків;  на 100 жінок у віці від 18 років та старших — 95,4 чоловіків також старших 18 років.
Середній дохід на одне домашнє господарство  становив 56 665 доларів США (медіана — 52 604), а середній дохід на одну сім'ю — 64 216 доларів (медіана — 56 184). Медіана доходів становила 41 786 доларів для чоловіків та 32 188 доларів для жінок. За межею бідності перебувало 8,8 % осіб, у тому числі 14,5 % дітей у віці до 18 років та 9,4 % осіб у віці 65 років та старших.
Цивільне працевлаштоване населення становило 496 осіб. Основні галузі зайнятості: освіта, охорона здоров'я та соціальна допомога — 25,6 %, виробництво — 14,3 %, транспорт — 12,9 %.